# Microxestoleberis rostrata
Microxestoleberis rostrata är en kräftdjursart som beskrevs av Walter Klie 1936. Microxestoleberis rostrata ingår i släktet Microxestoleberis, och familjen Xestoleberididae. Arten har ej påträffats i Sverige.